# Sehlendorfer Binnensee

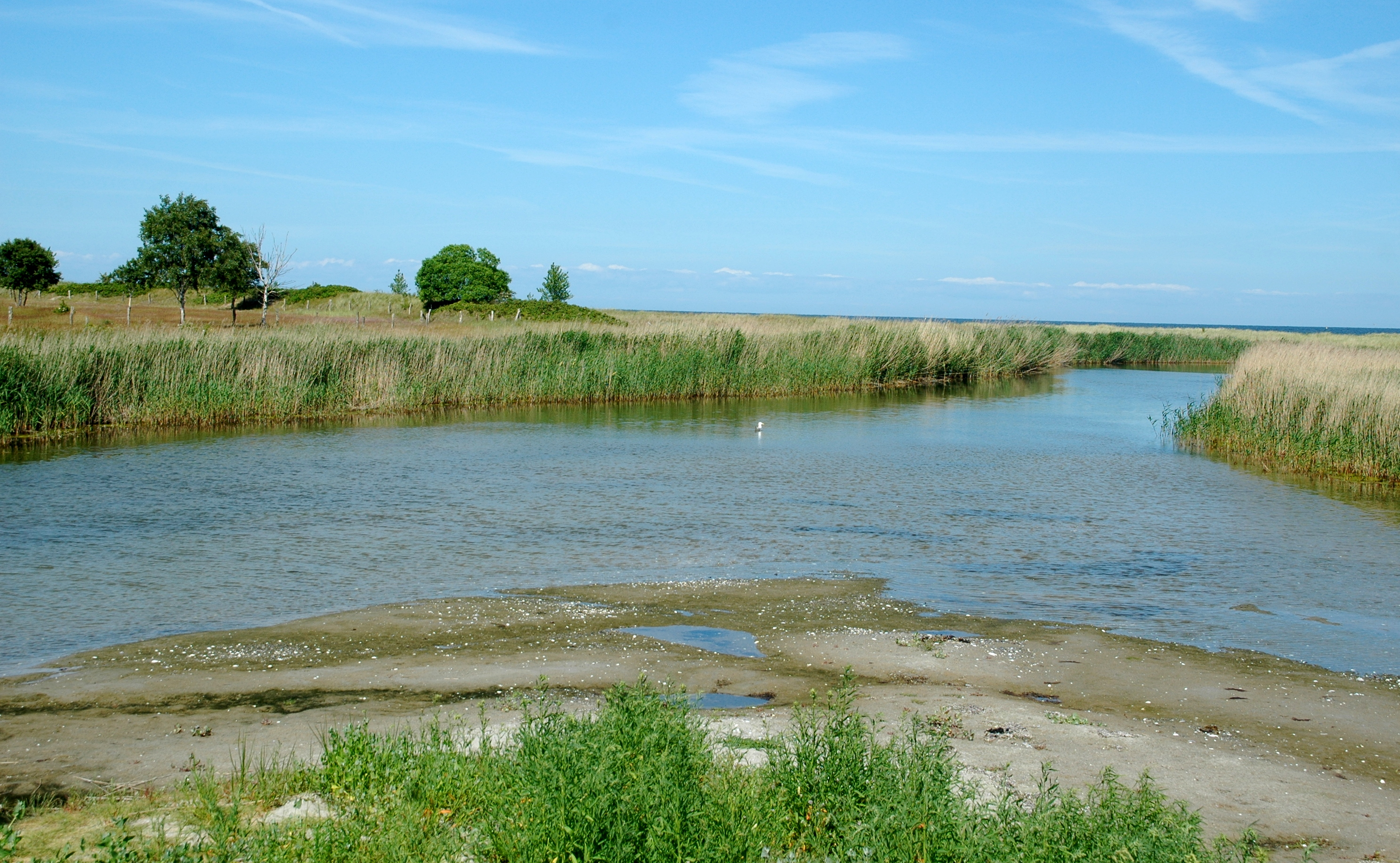
Blick auf den Broeck am Sehlendorfer Binnensee

Der Sehlendorfer Binnensee ist ein See an der Hohwachter Bucht im Kreis Plön im deutschen Bundesland Schleswig-Holstein südlich der Ortschaft Hohwacht. Er ist ca. 77 ha groß und bis zu 1,0 m tief.
Das Gewässer liegt im Naturschutzgebiet „Sehlendorfer Binnensee und Umgebung“.
Der Sehlendorfer Binnensee ist durch den Broeck, einen kleinen Wasserlauf, direkt mit der Ostsee verbunden. 